# Hufuf
Al-Hufuf, Al-Hofuf o Al-Hufhuf (en àrab الهفوف, al-Hufūf) és una ciutat de l'Aràbia Saudita, dins l'oasi d'al-Ahsa, a la Província Oriental (Aràbia Saudita). A data de 2004, la seva població era de 287.841 habitants i és part de la zona poblada d'al-Ahsa amb uns 600.000 habitants. La població el 1960 era d'uns 80.000 habitants i segons les estadístiques oficials només el 40% eren xiïtes, però probablement els xiïtes eren i romanen majoritaris. Està prop del camp petrolier de Ghawar un dels més grans del món. Disposa de diverses facultats i és considerada un centre cultural. Encara que hi ha una important població xiïta, les seves pràctiques estan prohibides des de 1913, però després del 2003 la repressió ha afluixat.
El nom Hufuf deriva de la paraula àrab haffa (xiular). Fins al 1950 un mur amb diverses torres defensives rodejava la ciutat a la que s'accedia per sis portes. La ciutat estava dividida en tres barris: al-Kut, al-Rifaa i al-Naathil. Un altre mur interior rodejava al-Kut on eren les casernes i oficines d'administració. Fora de la muralla van sorgir els grans barris d'al-Salihiyya i al-Rubakiyya, en direcció sud; després del 1950 les muralles foren demolides per permetre l'expansió, que ha estat important al darrer mig segle.
Hufuf fou la capital de l'oasi en el lloc d'al-Ahsa, que al seu torn havia substituït a Hadjar. Durant la dominació otomana hi va residir el mutasarrif paixà, que governava el sandjak d'al-Hasa (sovint anomenat erròniament sandjak de Nedjd), depenent de la wilaya o província de Bàssora. El 1913 fou conquerida pels saudites. El 1952 la ciutat de Dammam fou declarada capital de la Província Oriental i Hufuf va quedar com capital del districte d'al-Ahsa.